# Флаг Нижневедугского сельского поселения
Флаг муниципального образования Нижневедугское сельское поселение Семилукского муниципального района Воронежской области Российской Федерации — опознавательно-правовой знак, служащий официальным символом муниципального образования.
Флаг утверждён 25 июля 2012 года решением Совета народных депутатов Нижневедугского сельского поселения № 149 и 19 октября 2012 года внесён в Государственный геральдический регистр Российской Федерации с присвоением регистрационного номера 7934.

## Описание
«Прямоугольное двухстороннее полотнище малинового цвета с отношением ширины к длине 2:3. В центре полотнища — над белым вилообразным крестом (ширина плеч — 2/15 ширины полотнища, боковые плечи креста выходят из середины вертикальных краёв полотнища) возвышается золотая фигура архангела Михаила с нимбом, огненным мечом в правой руке, и щитом, украшенным восьмиконечным крестом, в левой руке (все фигуры — из герба Нижневедугского сельского поселения)».

## Обоснование символики
Флаг Нижневедугского сельского поселения отражает исторические, культурные, социально-экономические, национальные и иные местные традиции.
В состав Нижневедугского сельского поселения входят 8 населённых пунктов. Административный центр поселения — село Нижняя Ведуга расположено вблизи впадения реки Гнилуши в реку Ведуга. Село было основано отставными солдатами Киевского гренадерского полка. До сих пор село имеет второе народное название «Киевка». Символика флага поселения:
— архангел Михаил — символизирует основателей села, выходцев с Украины, поскольку центральная фигура герба Киева также архангел Михаил;
— вилообразный серебряный крест — символизирует реку Ведугу и впадающую в неё реку Гнилушу.
Малиновый цвет (пурпур) — символ власти, славы, почёта, благородства происхождения, древности.
Жёлтый цвет (золото) — символ высшей ценности, величия, богатства, урожая.
Белый цвет (серебро) — символ чистоты, открытости, божественной мудрости, примирения.